# Aïssata Coulibaly
Aïssata Sankoun Coulibaly (* 13. Mai 1985 in Bamako) ist eine malische Fußballspielerin.

## Karriere

### Verein
Coulibaly startete ihre Karriere in Mali mit dem AS Mandé. 2004 wechselte sie aus Mali in die Reserve des Racing Club Saint-Étienne.
Im Januar 2006 wurde sie in das Division 1 Féminine team des RC Saint-Étienne befördert, wo Coulibaly am 21. Mai dieses Jahres ihr Profidebüt gegen Stade Briochin Football Féminin gab. Nach vier Jahren für den AS St. Etienne, kehrte sie auf den afrikanischen Kontinent zurück und spielt seitdem für den Caïman AC de Lomé in Togo.

### International
Coulibaly spielt seit 2003 für die malische Fußballnationalmannschaft der Frauen.